# Jake Doran
Jake Doran (* 18. Juli 2000 in Townsville) ist ein australischer Leichtathlet, der sich auf den Sprint spezialisiert hat.

## Sportliche Laufbahn
Erste internationale Erfahrungen sammelte Jake Doran im Jahr 2017, als er bei den Commonwealth Youth Games in Nassau in 10,65 s den fünften Platz im 100-Meter-Lauf belegte. Im Jahr darauf schied er bei den U20-Weltmeisterschaften in Tampere mit 10,47 s im Halbfinale über 100 Meter aus und kam mit der australischen 4-mal-100-Meter-Staffel im Vorlauf nicht ins Ziel. Anschließend wurde er beim IAAF Continentalcup in Ostrava in 39,55 s gemeinsam mit Trae Williams, Joseph Millar und Jin Su Jung die Bronzemedaille hinter dem Team aus Amerika und Europa. Im Jahr darauf gewann er bei den Ozeanienmeisterschaften in Townsville in 10,39 s die Silbermedaille hinter dem Neuseeländer Edward Osei-Nketia und kam im 200-Meter-Lauf nicht ins Ziel. Zudem siegte er in 39,36 s gemeinsam mit Alex Hartmann, Jack Hale und Zach Holdsworth in der 4-mal-100-Meter-Staffel. Zuvor verpasste er bei den World Relays in Yokohama mit 39,05 s den Finaleinzug mit der 4-mal-100-Meter-Staffel. 2022 siegte er in 10,28 s über 100 Meter beim Brisbane Track Classic und anschließend gewann er bei den Ozeanienmeisterschaften in Mackay in 10,19 s die Goldmedaille über 100 Meter und gewann über 200 Meter in 20,91 s die Bronzemedaille hinter seinen Landsleuten Aidan Murphy und Calab Law. Zudem wurde er in der 4-mal-100-Meter-Staffel disqualifiziert. Anschließend schied er bei den Weltmeisterschaften in Eugene mit 10,29 s in der ersten Runde über 100 Meter aus und daraufhin schied er bei den Commonwealth Games in Birmingham mit 10,40 s im Halbfinale aus.
2023 schied sie bei den Weltmeisterschaften in Budapest mit 10,48 s in der ersten Runde über 100 Meter aus.
2022 wurde Doran australischer Meister im 100-Meter-Lauf und 2023 über 200 Meter.

## Persönliche Bestzeiten
- 100 Meter: 10,15 s (+1,5 m/s), 1. Juli 2018 in Jämsä (U20-Ozeanienrekord)
- 200 Meter: 20,76 s (+0,7 m/s), 7. April 2019 in Sydney